# Forêt de Mayenne
La forêt de Mayenne est une forêt située dans le nord du département de la Mayenne, sur les collines de Chailland.
Avec une superficie est de 4 193 ha, c'est le plus grand massif forestier du département.